# Saint-Pierre-de-Maillé
Saint-Pierre-de-Maillé település Franciaországban, Vienne megyében. Lakosainak száma 852 fő (2022. január 1.). Saint-Pierre-de-Maillé Vicq-sur-Gartempe, Lurais, Mérigny, Angles-sur-l’Anglin, Archigny, La Bussière, Nalliers, Pleumartin és La Puye községekkel határos.

## Népesség
A település népessége az elmúlt években az alábbi módon változott:
| Lakosok száma | 881  | 883  | 898  | 881  | 880  | 885  | 885  | 867  | 852  |
|               | 2013 | 2015 | 2016 | 2017 | 2018 | 2019 | 2020 | 2021 | 2022 |